# Mariana Fernanda Waldstein
Mariana Fernanda Waldstein, död 1808, var en spansk målare.
Hon var känd för sina miniatyrer. Hon var hedersdirektör för kungliga konsthögskolan 1782. 